# Список умерших в 874 году

## Январь
- 1 января — Иоанн VIII, антипапа.
- 4 января — Хасан аль-Аскари (27), 11-й имам шиитов.

## Июль
- 1 июля — Унрош III, маркграф и герцог Фриуля (866—874)[1].
- 28 июля — Саломон, король Бретани (857—874)[2].

## Ноябрь
- 21 ноября — Ратольд, епископ Страсбурга (не позднее 840—874)[3].

## Дата смерти неизвестна или требует уточнения
- Хабаш аль-Хасиб, арабский астроном и математик.